# Val d'Europe Agglomération
Cet article concerne l'intercommunalité. Pour le secteur d'aménagement, voir Val d'Europe (Marne-la-Vallée).
Pour les articles homonymes, voir Val d'Europe.
Val d'Europe Agglomération est une intercommunalité du département de Seine-et-Marne, en Île-de-France, créée le 1er janvier 2016, et marquée par la présence du complexe Disneyland Paris et de ses équipements annexes.
Elle succède au syndicat d'agglomération nouvelle du Val d'Europe, créé le 8 juillet 1987 à la suite de la signature du contrat entre les pouvoirs publics et la Walt Disney Company. 
Les termes « Valeuropéen » et « Valeuropéenne » sont utilisés pour désigner les habitants de l'intercommunalité.

## Historique

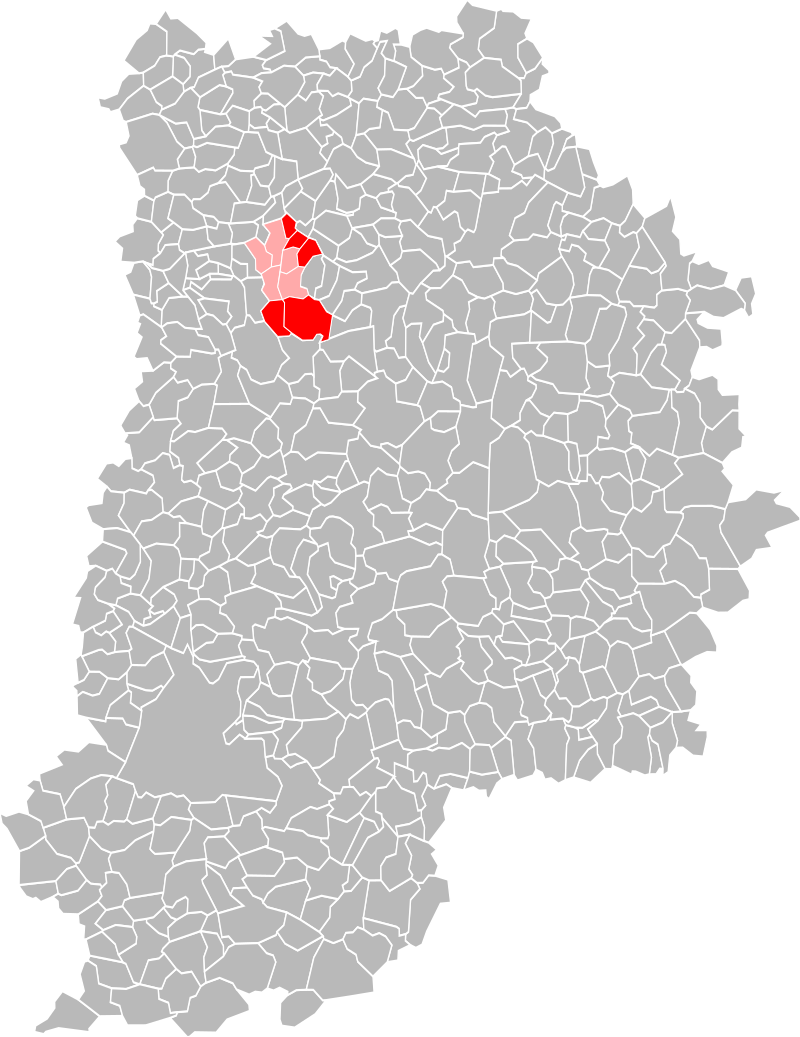
Les 5 communes historiques de Val d'Europe Agglomération (en clair) au sein de l'intercommunalité actuelle.

Le « syndicat d'agglomération nouvelle du secteur IV de Marne-la-Vallée » est créé le 8 juillet 1987. À sa création, son périmètre correspondait au territoire du Val d'Europe, alors composé de cinq communes. La commune de Villeneuve-le-Comte, qui a rejoint le secteur IV en 2011, n'a intégré l'intercommunalité qu'en 2018, en même temps que Villeneuve-Saint-Denis.
Le syndicat est nommé SAN des « Portes de la Brie » en janvier 1988, en écho au secteur I nommé « Porte de Paris » ; il prend son nom actuel en novembre 2001, à la création du quartier du centre.
Un débat politique s'est tenu du 10 février 2011 à l'été 2012, pour décider si le SAN du Val d'Europe restait organisé en intercommunalité ou si les cinq communes choisissaient de fusionner en une commune nouvelle unique ; les communes actuelles devenant des communes déléguées. Le 2 juillet 2012, les conseils municipaux de quatre des cinq communes votent favorablement au projet de fusion des communes et du SAN ; seul le conseil municipal de Serris s'y oppose. L'unanimité étant requise, les élus travaillent désormais à un renforcement de la coopération au sein de leur intercommunalité.
Le débat est de nouveau relancé à l'approche des élections municipales de 2014, afin d'anticiper et d'accompagner la nouvelle réforme territoriale. La question de la fusion est abordée par le nouveau président du SAN, Arnaud de Belenet, à l'automne 2014. Un référendum est finalement organisé sur la question le 27 septembre 2015, à l'occasion duquel la fusion est refusée par les habitants de Serris.
Le changement de statuts du SAN en communauté d'agglomération est permis depuis une loi de 2013, avant même la finalisation de l'opération d'intérêt national (OIN), organisant les travaux de transformation du SAN en agglomération. La plupart des SAN ont commencé leur transformation, certains même dès 2003 avec l'achèvement de leur OIN, mais c'est la loi portant nouvelle organisation territoriale de la République d'août 2015, mettant fin aux SAN au plus tard au 1er janvier 2017, et la création de la Métropole du Grand Paris à la suite de l'adoption des schémas départementaux de coopération intercommunale en Île-de-France qui a accéléré ce mouvement.
Le 15 décembre 2015, le comité syndical du SAN a adopté les statuts de la communauté d’agglomération qui se substitue aujourd'hui au SAN du Val d’Europe et pris le nom « Val d’Europe Agglomération », suivi deux jours plus tard par les cinq conseils municipaux. La transformation a été arrêtée par le Préfet de Seine-et-Marne le 31 décembre 2015.
En septembre 2017, la commission départementale de coopération intercommunale autorise les communes de Villeneuve-le-Comte et de Villeneuve-Saint-Denis, de la communauté de communes du Val Briard, à rejoindre Val d'Europe Agglomération dès janvier 2018.
Lors du Conseil communautaire extraordinaire du jeudi 28 mars 2019, les élus de l'agglomération ont voté, à l'unanimité, l'entrée des communes d'Esbly, Montry et Saint-Germain-sur-Morin. Ces communes ont officiellement rejoint Val d'Europe Agglomération le 1er janvier 2020.
L'intercommunalité regroupe les cinq communes historiques du secteur IV de la ville nouvelle de Marne-la-Vallée de Chessy, Serris, Coupvray, Bailly-Romainvilliers et Magny-le-Hongre, auxquelles se sont donc ajoutées :
- les communes de Villeneuve-le-Comte et Villeneuve-Saint-Denis, anciennement membres de la communauté de communes de la Brie Boisée, en 2018 ;
- Esbly, Montry et Saint-Germain-sur-Morin, antérieurement membres de la communauté de communes du Pays Créçois, en 2020[13],

portant à dix le nombre de communes associées.

## Territoire communautaire

### Description
La communauté d'agglomération est composée de dix communes. Son territoire reprend le périmètre initial de l'ancien syndicat d'agglomération nouvelle, augmenté de cinq communes supplémentaires — Bailly-Romainvilliers, Chessy, Coupvray, Magny-le-Hongre, Serris, Villeneuve-le-Comte, Villeneuve-Saint-Denis, Esbly, Montry et Saint-Germain-sur-Morin.
La majeure partie de son territoire se situe principalement entre la route départementale 934 (ex-route nationale 34) au nord, et l'autoroute A4 Paris — Metz-Nancy au sud. Depuis cette autoroute, deux voies rapides permettent un accès direct au boulevard circulaire (route départementale 344), un boulevard périphérique formant un vaste cercle parfait, à l'intérieur duquel se trouvent la majeure partie du complexe Disneyland Paris et le quartier du centre, bâti de toutes pièces autour du centre commercial. Les bourgs historiques et leurs quartiers résidentiels se situent autour de ce boulevard. Les bourgs de Chessy et de Coupvray se situent au nord de la route départementale 934. Villeneuve-le-Comte et Villeneuve-Saint-Denis se situent au sud de l'autoroute.

### Communes et intercommunalités limitrophes
Val d'Europe Agglomération compte seize communes limitrophes :
- Chalifert, Dampmart, Jossigny, Lesches et Montévrain — (communauté d'agglomération de Marne et Gondoire).
- Couilly-Pont-aux-Dames, Coutevroult, Dammartin-sur-Tigeaux, Tigeaux, Villiers-sur-Morin et Voulangis — (communauté d'agglomération Coulommiers Pays de Brie).
- Favières, Mortcerf et Neufmoutiers-en-Brie — (communauté de communes du Val Briard).

### Composition
La communauté d'agglomération est composée des 10 communes suivantes :

| Nom                     | Code Insee | Gentilé          | Superficie (km2) | Population (dernière pop. légale) | Densité (hab./km2) |
| ----------------------- | ---------- | ---------------- | ---------------- | --------------------------------- | ------------------ |
| Chessy (siège)          | 77111      | Cassassiens      | 5,74             | 7 242 (2022)                      | 1 262              |
| Bailly-Romainvilliers   | 77018      | Romainvillersois | 8,72             | 7 049 (2022)                      | 808                |
| Coupvray                | 77132      | Cupressiens      | 8,09             | 3 008 (2022)                      | 372                |
| Esbly                   | 77171      | Esblygeois       | 3,12             | 6 237 (2022)                      | 1 999              |
| Magny-le-Hongre         | 77268      | Hongrémaniens    | 4,66             | 9 058 (2022)                      | 1 944              |
| Montry                  | 77315      | Montéricultois   | 2,86             | 3 872 (2022)                      | 1 354              |
| Saint-Germain-sur-Morin | 77413      | Saint-Germinois  | 4,81             | 3 892 (2022)                      | 809                |
| Serris                  | 77449      | Serrissiens      | 5,65             | 9 988 (2022)                      | 1 768              |
| Villeneuve-le-Comte     | 77508      | Vilcomtois       | 19,09            | 1 869 (2022)                      | 98                 |
| Villeneuve-Saint-Denis  | 77510      | Vildyonisiens    | 7,4              | 1 383 (2022)                      | 187                |

### Démographie
| 1968  | 1975   | 1982   | 1990   | 1999   | 2010   | 2015   | 2021   |
| ----- | ------ | ------ | ------ | ------ | ------ | ------ | ------ |
| 7 427 | 12 430 | 13 879 | 16 723 | 25 189 | 42 135 | 48 531 | 53 113 |

## Organisation

### Présentation
Au quotidien, l'organisation du territoire prend la forme d'un « triangle de décision » entre l'État (représenté par EpaFrance, l'établissement public d'aménagement du secteur IV) dans son rôle d'aménageur, The Walt Disney Company (représentée par la société Euro Disney qu'elle détient à 100 %), en tant que principal développeur, et les collectivités territoriales, au premier rang desquelles la communauté d'agglomération — et avant elle le syndicat d'agglomération nouvelle — et ses communes, dans leur rôle d'administration et de gestion du territoire.

### Siège
La communauté d'agglomération a son siège au château de Chessy, rue du Château 77700 Chessy

### Élus
Le conseil communautaire de la communauté d'agglomération se compose de 48 conseillers, représentant chacune des communes membres et élus pour une durée de six ans.
Ils sont répartis comme suit :
| Nombre de conseillers | Communes                                  |
| --------------------- | ----------------------------------------- |
| 9                     | Serris                                    |
| 8                     | Magny-le-Hongre                           |
| 7                     | Bailly-Romainvilliers                     |
| 6                     | Chessy, Esbly                             |
| 3                     | Coupvray, Montry, Saint-Germain-sur-Morin |
| 2                     | Villeneuve-le-Comte                       |
| 1 (+1 suppléant)      | Villeneuve-Saint-Denis                    |

### Présidence
Le conseil communautaire du 9 juillet 2020 a élu son nouveau président, Philippe Descrouet, maire de Serris, qui succède à Jean-Paul Balcou, et également élu les vice-présidents de l'intercommunalité, qui sont : 
- Thierry Cerri, 1er vice-président, chargé du développement économique, du tourisme et de l'emploi (maire de Coupvray) ;
- Anne Gbiorczyk, 2e vice-présidente, chargée du social et de la santé (maire de Bailly-Romainvilliers) ;
- Cyril Marsaud, 3e vice-président, chargé des finances et de la mutualisation (conseiller municipal à Chessy) ;
- Véronique Flament, 4e vice-présidente, chargée de l'éducation et de l'enseignement supérieur (maire de Magny-le-Hongre) ;
- Ghislain Delvaux, 5e vice-président, chargé de la culture (maire d'Esbly) ;
- Françoise Schmit, 6e vice-présidente, chargée de la vie de la famille (maire de Montry) ;
- Daniel Chevalier, 7e vice-président, chargé de l'aménagement et de l'urbanisme (maire de Villeneuve-le-Comte) ;
- Peggy Pharisien, 8e vice-présidente, chargée du développement durable et de la transition écologique (maire de Villeneuve-Saint-Denis) ;
- Gérard Gourovitch, 9e vice-président, chargé de l'administration générale, des marchés publics et des ressources humaines (maire de Saint-Germain-sur-Morin) ;
- Fernand Verdellet, 10e vice-présidente, chargée des travaux, de l'eau et de l'assainissement, gestion des déchets et du réseau de chaleur (1er adjoint au maire de Coupvray) ;
- Luc Chevalier, 11e vice-président, chargé des sports, des transports, des liaisons douces et des mobilités (1er adjoint au maire de Serris).

| Période      | Période      | Identité           | Étiquette    | Qualité |
| ------------ | ------------ | ------------------ | ------------ | --- |
| 1987         | 1989         | Odette Pasqualini  |              | Maire de Chessy (1985 → 1989) |
| 1989         | 2001         | Charles Boetto     |              | 1er adjoint à Serris |
| 2001         | 2014         | Jean-Paul Balcou   | LR           | Maire de Magny-le-Hongre (1989 → 2020) |
| 2014         | octobre 2017 | Arnaud de Belenet  | LR puis LREM | Maire de Bailly-Romainvilliers (2005 → 2017) Sénateur de Seine-et-Marne (2017 → ) Conseiller général de Thorigny-sur-Marne (2011 → 2015) Conseiller départemental de Serris (2015 → ) Démissionnaire à la suite de son élection comme sénateur |
| octobre 2017 | juillet 2020 | Jean-Paul Balcou   | Agir         | Maire de Magny-le-Hongre (1989 → 2020) |
| juillet 2020 | En cours     | Philippe Descrouet | UDI          | maire de Serris (2014 → ) |

### Compétences
La communauté d'agglomération exerce les compétences qui lui ont été transférées par les communes membres, dans les conditions fixées par le code général des collectivités territoriales.
Ces compétences traduisent une forte mutualisation qui trouve sa source dans le rôle d'aménagement de l'espace de l'ancien syndicat d'agglomération nouvelle. Aux termes de ses statuts, il s'agit de : 
- Développement économique :  
  - Actions de développement économique ;
  - Zones d'activité ;
  - Politique locale du commerce et soutien aux activités commerciales d'intérêt communautaire ;
  - Promotion du tourisme, dont la création d'offices de tourisme ;
- Aménagement de l'espace communautaire :
  - Schéma de cohérence territoriale et schéma de secteur ;
  - Plan local d'urbanisme, document d'urbanisme en tenant lieu et carte communale ;
  - création et réalisation de zones d'aménagement concerté (ZAC) reconnues d'intérêt communautaire ;
  - Organisation de la mobilité ;
  - Équilibre social de l'habitat :
  - Programme local de l'habitat ;
  - Politique du logement reconnue d'intérêt communautaire ;
  - Actions et aides financières en faveur du logement social reconnu d'intérêt communautaire ;
  - Réserves foncières pour la mise en œuvre de la politique communautaire d'équilibre social de l'habitat ;
  - Action, par des opérations d'intérêt communautaire, en faveur du logement des personnes défavorisées ;
  - Amélioration du parc immobilier bâti reconnu d'intérêt communautaire ;
- Politique de la ville :
  - Contrat de ville ;
  - Dispositifs  contractuels  de  développement  urbain,  de développement local et d'insertion économique et sociale ainsi que des dispositifs locaux de prévention de la délinquance ;
- Gestion des milieux aquatiques et prévention des inondations (GEMAPI) ;
- Aménagement, entretien et gestion des aires d'accueil des Gens du voyage ;
- Collecte et traitement des déchets des ménages et déchets assimilés ;
- Voirie et parcs de stationnement reconnus d'intérêt communautaire ;
- Assainissement, eau potable ;
- Lutte contre la pollution de l'air, lutte contre les nuisances sonores, soutien aux actions de maîtrise de la demande d'énergie ;
- Équipements  culturels  et  sportifs  reconnus d'intérêt communautaire et soutien des politiques en matière sportive ou culturelle ;
- Action sociale d'intérêt communautaire ;
- Maisons de services au public ;
- En matière d’investissement, pour les équipements rendus nécessaires par les urbanisations nouvelles sous forme de zones d’aménagement concerté ou de lotissements de plus de 30 logements, quelle que soit la localisation de ces équipements ;
- Évènements contribuant au rayonnement et à la notoriété du Val-d’Europe ;
- Infrastructures, réseaux et services locaux de communication électroniques et activités connexes ;
- Soutien des politiques en matière d’emploi, d’enseignement, de formation et au développement du pôle universitaire ;
- Transport et distribution de chauffage urbain, et gestion des services liés à ces équipements ;
- Parcs et espaces verts énumérés à l’inventaire des équipements d’intérêt commun ;
- Délivrance des autorisations d’occupation des sols (permis de construire...).

### Régime fiscal et budget
La communauté d'agglomération est un établissement public de coopération intercommunale à fiscalité propre.
Afin de financer l'exercice de ses compétences, l'intercommunalité perçoit, comme l'ensemble des communautés d'agglomération, la fiscalité professionnelle unique (FPU) – qui a succédé à la taxe professionnelle unique (TPU) – et assure une péréquation de ressources entre les communes résidentielles et celles dotées de zones d'activité. Auparavant, le syndicat d'agglomération nouvelle percevait déjà cette fiscalité.
Elle perçoit également une taxe d'enlèvement des ordures ménagères (TEOM), qui finance le fonctionnement de ce service public
L'intercommunalité ne verse pas de dotation de solidarité communautaire (DSC) à ses communes membres.
.

### Identité visuelle

Identité visuelle du SAN puis de Val d'Europe Agglomération depuis leurs créations.
1re version du SAN des Portes de la Brie (1988-1990).
2e version du SAN des Portes de la Brie (1990-2001).
3e version du SAN du Val d'Europe (2001-2016).
1re version de Val d'Europe Agglomération (2016-2018).
2de version de Val d’Europe Agglomération (depuis 2018).

## Projets et réalisations
La plupart des équipements publics ont été développés par le syndicat puis rétrocédés aux communes respectives, à l'exception des équipements d'intérêt communautaire. Ainsi, le centre aquatique du Val d'Europe, dont la gestion a été confiée au groupe Carilis, et le complexe tennistique intercommunal, tous deux situés à Bailly-Romainvilliers, restent la propriété du SAN.
C'est également le cas du réseau des médiathèques du Val d'Europe, composé de médiathèques de proximité situées dans les bourgs de chacune des communes et d'une médiathèque centrale plus importante, située dans le quartier du centre urbain. L'ensemble de ces médiathèques étant sous compétence du SAN.